# Dereck Kutesa
Dereck Kutesa (Genf, 1997. december 6. –) svájci válogatott labdarúgó, a Servette középpályása.

## Pályafutása

### Klubcsapatokban
Kutesa a svájci Genf városában született. Az ifjúsági pályafutását a helyi Servette akadémiájánál kezdte.
2015-ben mutatkozott be a Servette másodosztályban szereplő felnőtt keretében. 2016 januárjában az első osztályú Basel szerződtette. A 2015–16-os szezon második felében a Servette, míg a 2017–18-as szezonban a Luzern csapatát erősítette kölcsönben. 2018-ban a St. Gallenhez csatlakozott. 2019-ben a francia első osztályban érdekelt Reimshez igazolt. A 2021–22-es idényben a belga Zulte-Waregemnél szerepelt kölcsönben. 2022. augusztus 30-án hároméves szerződést kötött a Servette együttesével. Először a 2022. szeptember 4-ei, Luzern ellen 2–0-ra megnyert mérkőzés 70. percében, Alexis Antunes cseréjeként lépett pályára. Első gólját 2022. október 9-én, szintén a Luzern ellen hazai pályán 1–1-es döntetlennel zárult találkozón szerezte meg.

### A válogatottban
Kutesa az U15-östől az U21-esig minden korosztályos válogatottban képviselte Svájcot.
2024-ben debütált a felnőtt válogatottban. Először a 2024. március 26-ai, Írország ellen 1–0-ás győzelemmel zárult barátságos mérkőzés 65. percében, Dan Ndoyet váltva lépett pályára.

## Statisztikák
2024. augusztus 15. szerint
| Klub                       | Szezon   | Osztály                | Bajnokság | Bajnokság | Kupa és ligakupa | Kupa és ligakupa | Nemzetközi | Nemzetközi | Összesen | Összesen |
| Klub                       | Szezon   | Osztály                | Meccs     | Gól       | Meccs            | Gól              | Meccs      | Gól        | Meccs    | Gól      |
| -------------------------- | -------- | ---------------------- | --------- | --------- | ---------------- | ---------------- | ---------- | ---------- | -------- | -------- |
| Servette                   | 2014–15  | Swiss Challenge League | 4         | 0         | 0                | 0                | —          | —          | 4        | 0        |
| Basel                      | 2016–17  | Swiss Super League     | 3         | 0         | 1                | 0                | —          | —          | 4        | 0        |
| Basel                      | 2017–18  | Swiss Super League     | 1         | 0         | 0                | 0                | —          | —          | 1        | 0        |
| Luzern (kölcsönben)        | 2017–18  | Swiss Super League     | 11        | 1         | 2                | 0                | —          | —          | 13       | 1        |
| St. Gallen                 | 2018–19  | Swiss Super League     | 35        | 4         | 1                | 0                | 2          | 0          | 38       | 4        |
| St. Gallen                 | 2019–20  | Swiss Super League     | 4         | 0         | 1                | 1                | —          | —          | 5        | 1        |
| Reims                      | 2019–20  | Ligue 1                | 14        | 1         | 3                | 1                | —          | —          | 17       | 2        |
| Reims                      | 2020–21  | Ligue 1                | 28        | 1         | 1                | 0                | 2          | 0          | 31       | 1        |
| Zulte-Waregem (kölcsönben) | 2021–22  | Jupiler League         | 29        | 3         | 2                | 1                | —          | —          | 31       | 4        |
| Servette                   | 2022–23  | Swiss Super League     | 29        | 3         | 4                | 2                | —          | —          | 33       | 5        |
| Servette                   | 2023–24  | Swiss Super League     | 36        | 4         | 4                | 1                | 14         | 1          | 54       | 6        |
| Servette                   | 2024–25  | Swiss Super League     | 5         | 3         | 1                | 1                | 2          | 1          | 8        | 5        |
| Összesen                   | Összesen | Összesen               | 199       | 20        | 20               | 7                | 20         | 2          | 239      | 29       |

### A válogatottban
| Válogatott | Év       | Pályára lépés | Gól |
| ---------- | -------- | ------------- | --- |
| Svájc      | 2024     | 3             | 0   |
| Összesen   | Összesen | 3             | 0   |

## Sikerei, díjai
Basel
- Super League
  - Bajnok (1): 2016–17

- Svájci Kupa
  - Győztes (1): 2016–17

 Servette
- Super League
  - Ezüstérmes (1): 2022–23

- Svájci Kupa
  - Győztes (1): 2023–24